# 萊文沃思堡軍事監獄公墓
萊文沃思堡軍事監獄公墓（也稱美国紀律軍營公墓），是堪萨斯州莱文沃思县莱文沃思堡军事监狱维护的墓地。該墓地埋葬美国纪律军营中死亡并且无人认领的士兵遺體。這裏埋葬了298名士兵，其中58人的墳墓沒有標識名字。該公墓大部分士兵死亡時間介乎1898年至1905年。最後一次在該墓地舉行的葬禮在1957年，再前一次是1947年。

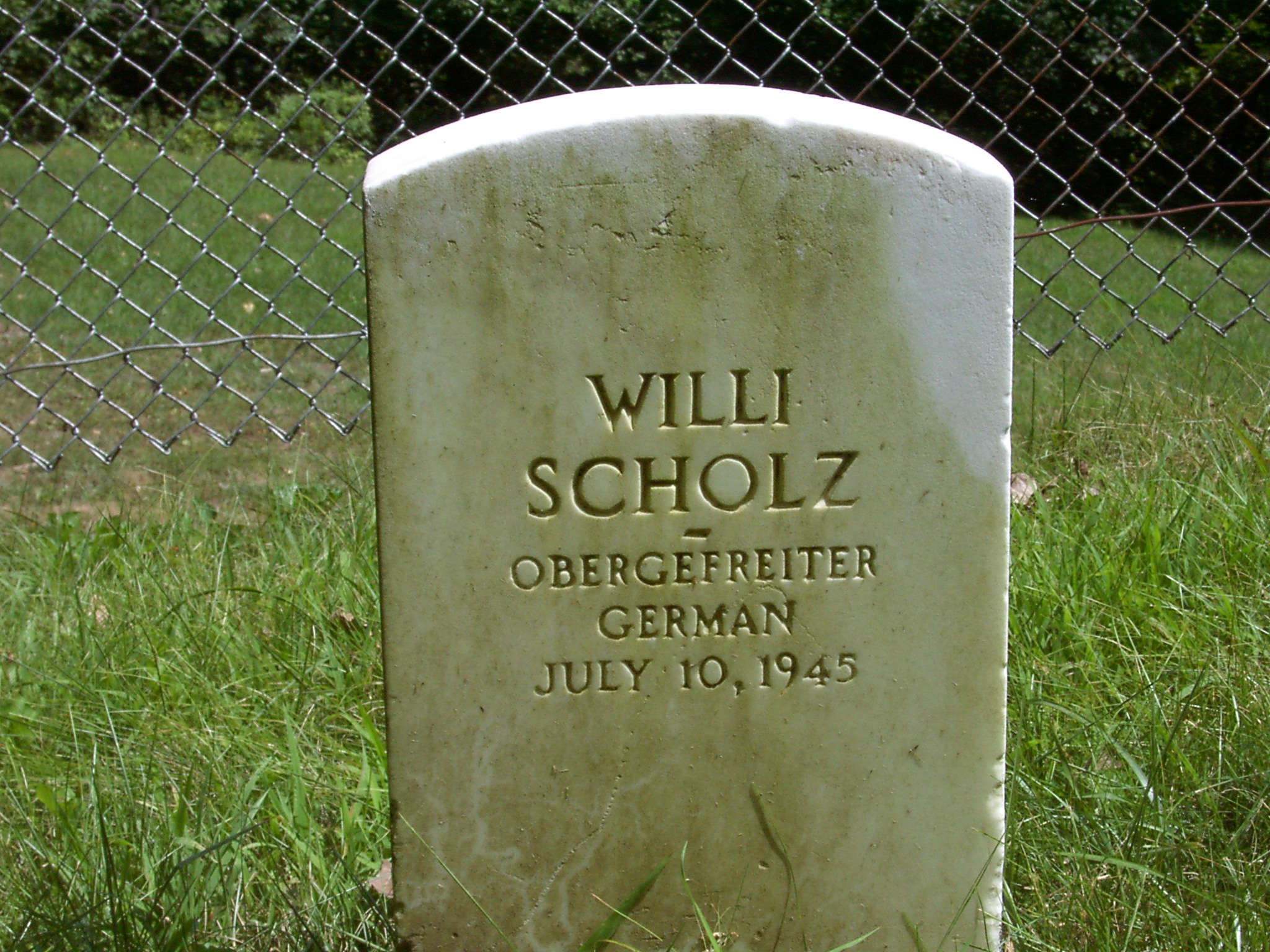
二戰德國戰俘威利·肖爾茨的墓碑，因謀殺另一戰俘約翰內斯·昆澤绞死。

1945年，因謀殺戰俘約翰內斯·昆澤、霍斯特·岡瑟和維爾納·德雷克斯勒的14名德國戰俘被埋葬在墓地的西北角。